# Mordellistena mongolica
Mordellistena mongolica es una especie de coleóptero de la familia Mordellidae.

## Distribución geográfica
Habita en (Mongolia).